# USS Hale (DD-133)
USS Hale (DD–133) – amerykański niszczyciel typu Wickes z okresu I i II wojny światowej. Przekazany później Royal Navy, gdzie służył jako HMS „Caldwell” (I20). Jego patronem był Eugene Hale.
Został zwodowany 29 maja 1919 roku w stoczni Bath Iron Works. Matką chrzestną była Mary Hale, wnuczka senatora Hale’a. Wszedł do służby 12 czerwca 1919 roku w Bostonie.
W okresie międzywojennym w służbie na Atlantyku i Pacyfiku. Niejednokrotnie wycofywany na pewien czas ze służby.
9 września 1940 roku przekazany Wielkiej Brytanii w ramach układu niszczyciele za bazy. Przemianowany na HMS „Caldwell” (I20).
W służbie brytyjskiej pełnił służbę eskortową na Atlantyku i Karaibach. W latach 1942–1943 pełnił służbę w ramach Royal Canadian Navy. Zezłomowany we wrześniu 1944 roku.